# Pierre de Robineau
Pierre François-Ange de Robineau de Beaulieu, né le 10 août 1691 et mort le 6 janvier 1764, est un poète français.

## Biographie
De la famille des seigneurs de Beaulieu, le père de Robineau était alors receveur général des finances en Provence. Orphelin dès son bas âge, il est pris en charge par son oncle Jean-Armand de Ragueneau seigneur de Villemont, qui était son tuteur et s’occupa de son éducation,il fut éduqué à Paris, au collège Louis-le-Grand. Il avait à peine vingt-quatre ans, lorsque le roi le pourvut de la charge de commissaire des guerres à Marseille. Il ensuite reçu en celle de receveur général de Provence et des terres adjacentes, et de receveur particulier du Taillon en Provence en 1738, acquiert un office de conseiller secrétaire du roi sur résignation de Jean-Baptiste de Beaumont (lettres de provisions du 17 février 1749), achète la seigneurie de Beaulieu près de Rognes, de Jacques de Sarrebourse Pontleroy, le 3 mai 1754 au prix de 160.500 livres, et en prête hommage au mois de juin suivant, permet à son parent François-Louis Robineau d’acquérir l’office de secrétaire audiencier à la chancellerie de Provence en 1757.
Comme poète, Robineau s’est fait connaitre par des œuvres légères : il chantait encore dans sa vieillesse, écrit Pierre-Augustin Guys, qui suivait ses chants : ce n’était pas les combats et les Atrides comme Homère, mais l’Amour et les Grâces comme Anacréon.
Membre de l’Académie de Marseille, à l’époque où l’on en jetait les bases, Robineau fut élu directeur en 1726, et présida la première assemblée publique. Il accomplit l’inauguration solennelle à l’approbation générale. Il devait être placé trois fois encore, dans la suite, à la tête de cette Académie (en 1736, 1742 et 1748), où ses lectures faisaient l’admiration de ses confrères par la finesse dans les pensées, la délicatesse dans le style, des tours heureux. Il fut un des membres qui contribuèrent le plus efficacement au triomphe de la langue française et de la politesse à l’Académie de Marseille.
Son caractère conciliant et généreux, l’urbanité de ses mœurs, ses aumônes abondantes lui avaient conquis un rang des plus distingués et une popularité solidement établie à Marseille. Son fils, Balthazar de Robineau, chanoine de l’église cathédrale, devait à son tour, être élu membre de la classe des sciences en 1773, et en devenir le secrétaire perpétuel en 1782.

## Sources
- Louis Toussaint Dassy, L’Académie de Marseille : ses origines, ses publications, ses archives, ses membres, t. 3, Marseille, Barlatier-Feissat, 1877, p. 72-74.